# Villy-sur-Yères

Villy-sur-Yères este o comună în departamentul Seine-Maritime, Franța. În 1 ianuarie 2022 avea o populație de 217 de locuitori.